# Estadio Arenas del Plata

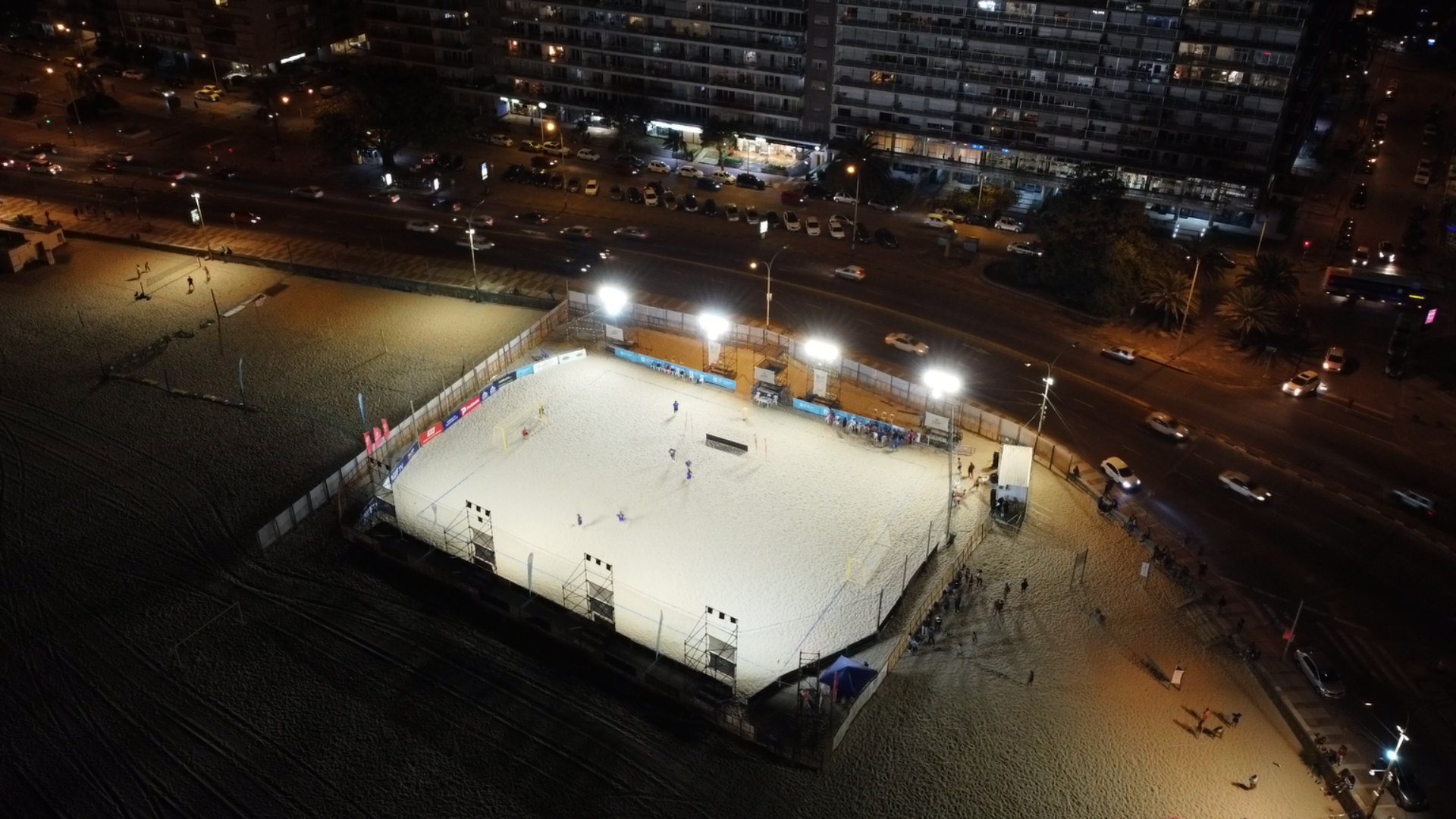
Buxareo y la Rambla, Kibon, Estadio Arenas del Plata 2021

El Estadio Arenas del Plata es un escenario para deportes de playa de Montevideo y el más importante de Uruguay. Se ubica en la Playa Pocitos a la altura de Rambla y Buxareo.

## Descripción
El estadio está emplazado sobre el sector más ancho de la faja arenosa y para la cancha se niveló la arena de la misma playa. Las gradas se levantan con tablones soportados por andamios por los cuatro costados, no contiene tribunas techadas, excepto en 2009 que recibió Clasificación para el Mundial de Fútbol Playa 2009 que se techó la tribuna oficial. Los baños y los vestuarios se ubican en carpas exteriores al recinto.

## Deportes
En el año 2009 el Arenas del Plata recibió dos importantes eventos de nivel internacional; en marzo tuvo lugar la Clasificación para el Mundial de Fútbol Playa 2009; y en noviembre se celebraron los primeros Juegos Suramericanos de Playa, un evento multideportivo de la ODESUR disputándose en el referido estadio todas las disciplinas de arena: fútbol playa, rugby playa, balonmano playa y vóley playa.
Entre otras competiciones menores que allí se celebran se enumeran: Liga de Fútbol Playa de la AUF, Beach Handball Internacional: Uruguay a Toda Costa, Circuito de Rugby Playa, Circuito Sudamericano de Beach Voley
El calendario de los eventos va desde mediados de diciembre a mediados de marzo de cada año y está a cargo de la Corporación Nacional para el Desarrollo.